# منتخب أروبا للكرة اللينة للسيدات
منتخب أروبا للكرة اللينة للسيدات هو ممثل أروبا الرسمي في المنافسات الدولية في الكرة اللينة للسيدات .